# Tribunale penale internazionale per l'ex-Jugoslavia
Il Tribunale penale internazionale per l'ex Jugoslavia (TPIJ) è stato un organo giudiziario delle Nazioni Unite a cui è stato affidato il compito di perseguire i crimini commessi nell'ex Jugoslavia negli anni successivi al 1991.

## Introduzione
Il tribunale rappresentava una corte ad hoc istituita il 25 maggio 1993 con la risoluzione 827 del Consiglio di sicurezza dell'ONU, ed era situata all'Aia, nei Paesi Bassi. Fu la prima corte per crimini di guerra costituita in Europa dalla seconda guerra mondiale ed era chiamata a giudicare gli eventi avvenuti in 4 differenti conflitti: in Croazia (1991-95), in Bosnia-Erzegovina (1992-95), in Kosovo (1998-99) e in Macedonia (2001).
I reati perseguiti e giudicati erano principalmente 4:
- gravi infrazioni alla convenzione di Ginevra del 1949
- crimini contro l'umanità
- genocidio
- violazioni delle consuetudini e delle leggi di guerra

La Corte poteva processare solamente persone fisiche, quindi nessuno Stato, partito politico o organizzazione ricade sotto la sua giurisdizione; la pena massima applicabile era l'ergastolo. La risoluzione stabiliva che entro il 31 dicembre 2004 la procura avrebbe dovuto terminare le indagini, entro il 2008 esaurirsi tutti i primi gradi e nel 2010 la Corte avrebbe dovuto terminare le sue funzioni, cosa che avvenne, tranne che per i processi relativi ad Ante Gotovina, Ratko Mladić e Radovan Karadžić.

## Nome
Il nome completo del tribunale, in lingua inglese, era "International Tribunal for the Prosecution of Persons Responsible for Serious Violations of International Humanitarian Law Committed in the Territory of the Former Yugoslavia since 1991", o abbreviato "International Criminal Tribunal for the former Yugoslavia" (ICTY). La traduzione italiana è: "Tribunale internazionale per il perseguimento di persone responsabili di gravi violazioni del diritto umanitario internazionale commesse nel territorio dell'ex-Jugoslavia dal 1991", o più semplicemente "Tribunale penale internazionale per l'ex-Jugoslavia".

## Organizzazione
Il tribunale impiegava circa 1.200 persone e le sue componenti principali erano:
- le camere giudicanti
- la cancelleria
- la procura.

Ultimo presidente del Tribunale penale internazionale per l'ex Jugoslavia è il giudice Theodor Meron, USA. Suoi predecessori sono stati Patrick Robinson (Giamaica; 2008–2011), Fausto Pocar (Italia; 2005–2008), Theodor Meron (USA; 2002–2005), Claude Jorda (Francia; 1999–2002), Gabrielle Kirk-McDonald (USA; 1997–1999) e Antonio Cassese (Italia; 1993–1997).
Dal 1º gennaio 2008 fu procuratore Serge Brammertz (Belgio). Suoi predecessori sono stati Ramón Escovar Salom (Venezuela, 1993–1994), Richard J. Goldstone (Sudafrica, 1994–1996), Louise Arbour (Canada, 1996–1999) e Carla Del Ponte (Svizzera, 1999–2007), che è stata contemporaneamente anche procuratore per il Tribunale penale internazionale per il Ruanda fino al 2003.

Il tribunale ha cessato la propria attività, come da mandato, il 31 dicembre 2017.

## Fonti del diritto
Il Tribunale ha dovuto affrontare problemi giuridici sotto due aspetti fondamentali: la determinazione delle regole procedurali e l'individuazione del corpus di norme da applicare.
Per quanto attiene al primo profilo, con le "Norme di procedura e deposizione" adottate nel 1994, il Tribunale optò per l'adozione di un sistema misto, in cui si intersecano elementi propri della tradizione giuridica anglosassone (common law) con altri propri dei sistemi continentali di civil law (cui apparteneva anche il sistema socialista dell'ex Jugoslavia).
Come già nello storico processo di Norimberga, sotto l'aspetto procedurale venne preferita l'impostazione del rito accusatorio di common law, nel quale accusa e difesa si trovano sullo stesso piano ed espongono ad una giuria imparziale le rispettive ragioni presentando in udienza prove e testimonianze.
Nel sistema ibrido adottato dal Tribunale dell'Aja, la Procura conduce le indagini e predispone l'atto di accusa, che viene sottoposto alla conferma della Corte (formata da 3 giudici senza giuria), la quale sente i testimoni indicati dalle parti.
Una delle questioni più controverse è relativa all'istituto del patteggiamento. Diversamente da quanto accade nei sistemi di civil law, infatti, la corte non è obbligata a comminare gli anni patteggiati dall'imputato, la qual cosa ha creato non poca confusione sia tra gli accusati sia tra gli stessi giudici e avvocati formati nei sistemi di tradizione continentale.
Per quanto riguarda il secondo aspetto, al Tribunale si poneva il problema della mancanza di un "codice penale internazionale", cioè di un corpus omogeneo di norme sanzionatorie di diritto internazionale applicabili ai singoli individui. Le uniche norme direttamente applicabili dalla Corte erano le poche previsioni contenute in alcune convenzioni internazionali. Di conseguenza le fattispecie di reato non hanno una definizione univoca e le relative pene sono altrettanto aleatorie.

## Imputati
A novembre 2017, il Tribunale dichiara che sono ancora in corso i processi per 7 imputati, mentre sono stati conclusi quelli a carico di 154 di essi. Le sentenze di condanna definitiva sono state 83, 19 quelle di assoluzione, 37 imputati hanno visto le accuse contro di essi ritirate o sono morti durante a processo ancora in corso, 13 sono stati deferiti alle rispettive corti statali e 2 sono in attesa di un nuovo processo presso il Meccanismo residuale per i Tribunali Penali Internazionali (MTPI): l'organo creato appositamente per succedere al TPIR e al TPIY consolidando l'attività di questi ultimi dopo il loro scioglimento.
Gli accusati vanno da soldati semplici a generali e comandanti di polizia, fino a politici di primo piano e perfino capi di governo.
La seguente lista elenca gli imputati di maggior rilievo:
- Slobodan Milošević presidente della Serbia e della Federazione Jugoslava, accusato di crimini in Croazia, Kosovo e Bosnia Erzegovina.[7] Il procedimento a suo carico è terminato nel 2006 senza sentenza in quanto l'imputato è morto d'infarto in carcere nella notte dell'11 marzo 2006.[8]
- Radovan Karadžić capo politico dei serbo-bosniaci, nonché presidente della Republika Srpska
- Ratko Mladić comandante dell'esercito serbo-bosniaco
- Ante Gotovina generale dell'esercito croato (assolto in appello)
- Dragan Vasiljković paramilitare serbo
- Naser Orić comandante dell'esercito bosniaco a Srebrenica (assolto in appello)
- Stojan Župljanin comandante serbo-bosniaco
- Dragan Obrenović comandante serbo bosniaco
- Milan Babić primo ministro della Repubblica Serba di Krajina (Republika Srpska Krajina o RSK, morto suicida in carcere il 5 marzo 2006)
- Ramush Haradinaj primo ministro del Kosovo
- Biljana Plavšić ex-presidente della Republika Srpska
- Željko Ražnatović "Arkan" comandante paramilitare serbo (assassinato nel 2000)
- Vojislav Šešelj presidente del Partito Radicale Serbo (Srpska radikalna stranka, SRS)
- Goran Hadžić presidente dell'autoproclamata repubblica serba di Krajina (morto il 12 luglio 2016 in Serbia per una grave malattia)
- Milan Lukić comandante del gruppo paramilitare Aquile bianche.[9]

Gli imputati e i condannati sono detenuti nel carcere sito nello stadsdeel di Scheveningen.

## Giudici
Ci sono 16 giudici permanenti e 12 giudici ad litem che servono il tribunale. Essi sono eletti per quattro anni dall'Assemblea generale delle Nazioni Unite. Essi possono essere rieletti.
Il 17 novembre 2008, il giudice Patrick Lipton Robinson (Giamaica), è stato eletto il nuovo presidente del Tribunale permanente da giudici in una sessione plenaria straordinaria. Il giudice O-Gon Kwon (Corea del Sud) è stato eletto nuovo vicepresidente.
| Nome                          | Nazionalità    | Posizione                | Eletto | Scadenza |
| ----------------------------- | -------------- | ------------------------ | ------ | -------- |
| Fausto Pocar                  | Italia         | Giudice                  | 2001   | 2009     |
| Kevin Parker                  | Australia      | Giudice                  | 2003   | 2009     |
| Patrick Lipton Robinson       | Giamaica       | Presidente               | 1998   | 2010     |
| Carmel A. Agius               | Malta          | Presidente del Tribunale | 2001   | 2007     |
| Alphonsus Martinus Maria Orie | Paesi Bassi    | Presidente del Tribunale | 2001   | 2007     |
| Mohamed Shahabuddeen          | Guyana         | Giudice                  | 1997   | 2009     |
| Mehmet Güney                  | Turchia        | Giudice                  | 2001   | 2007     |
| Liu Daqun                     | Cina           | Giudice                  | 2000   | 2012     |
| Andresia Vaz                  | Senegal        | Giudice                  | 2005   | 2011     |
| Theodor Meron                 | Stati Uniti    | Giudice                  | 2001   | 2007     |
| Wolfgang Schomburg            | Germania       | Giudice                  | 2001   | 2007     |
| O-Gon Kwon                    | Corea del Sud  | Vicepresidente           | 2001   | 2007     |
| Jean-Claude Antonetti         | Francia        | Giudice                  | 2003   | 2009     |
| Iain Bonomy                   | Regno Unito    | Giudice                  | 2004   | 2010     |
| Christine Van Den Wyngaert    | Belgio         | Giudice                  | 2003   | 2009     |
| Bakone Justice Moloto         | Sudafrica      | Giudice                  | 2005   | 2011     |
| Krister Thelin                | Svezia         | Giudice Ad Litem         | 2003   | 2009     |
| Janet M. Nosworthy            | Giamaica       | Giudice Ad Litem         | 2005   | 2011     |
| Frank Hoepfel                 | Australia      | Giudice Ad Litem         | 2005   | 2011     |
| Árpád Prandler                | Ungheria       | Giudice Ad Litem         | 2006   | 2012     |
| Stefan Trechsel               | Svizzera       | Giudice Ad Litem         | 2006   | 2012     |
| Antoine Kesia-Mbe Mindua      | Rep. del Congo | Giudice Ad Litem         | 2006   | 2012     |
| Ali Nawaz Chowhan             | Pakistan       | Giudice Ad Litem         | 2006   | 2012     |
| Cvetana Kamenova              | Bulgaria       | Giudice Ad Litem         | 2006   | 2012     |
| Kimberly Prost                | Canada         | Giudice Ad Litem         | 2006   | 2012     |
| Ole Bjørn Støle               | Norvegia       | Giudice Ad Litem         | 2006   | 2012     |
| Frederik Harhoff              | Danimarca      | Giudice Ad Litem         | 2007   | 2013     |
| Flavia Lattanzi               | Italia         | Giudice Ad Litem         | 2007   | 2013     |

Lista di giudici fornita dagli organi del Tribunale: https://web.archive.org/web/20090222002235/http://www.un.org/icty/glance-e/index.htm

## Critiche al TPI
Diverse furono le critiche che sono state rivolte all'operato del Tribunale, da punti di vista diversi.

### Retroattività
Poiché il TPI venne stato istituito con la Risoluzione del Consiglio di Sicurezza nº 827 del 1993, è stato sostenuto da parte di alcuni studiosi che la presa in carico da parte del TPI di casi risalenti al periodo 1991-93 potesse violare il principio di nullum crimen sine lege, in quanto il TPI stesso si sarebbe trovato a giudicare casi commessi prima della sua stessa istituzione.
In realtà, lo statuto del TPI prevedeva che il tribunale applicasse il diritto umanitario internazionale, che si è assestato molto prima della dissoluzione della Jugoslavia e che è parte del diritto consuetudinario: in tal modo si evitò anche il problema dell'aderenza di alcuni ma non di tutti gli Stati a convenzioni specifiche.

### Parzialità e riconciliazione
Il Tribunale penale internazionale per l'ex-Jugoslavia è stato oggetto di critiche che lo accusavano di essere un tribunale a senso unico, fortemente manovrato dagli Stati Uniti e che ha voluto colpire soprattutto l'etnia serba. Lo stesso Šešelj commentando il numero alto di serbi rispetto alle altre etnie commentò "Il Tribunale dell'Aja somiglia molto di più all'Inquisizione, che a un organo di diritto internazionale".
Secondo l'esperta Janine N. Clark, l'operato del Tribunale dell'Aja ha rafforzato narrazioni concorrenti e contrapposte rivendicazioni di vittimismo etnico. Resta importante lavorare sulla riconciliazione regionale tramite strumenti di giustizia transizionale.
Secondo Refik Hodžić, il Tribunale ha svolto un ruolo fondamentale, ma non ha tenuto abbastanza in conto l'interesse delle vittime come dimostrato dalle recenti sentenze Ante Gotovina e Momčilo Perišić e non ha saputo offrire una narrazione comune del conflitto in ex Jugoslavia.